# Ефремкасы
Ефремкасы́ (чув. Ехремкасси) — деревня в Аликовском муниципальном округе Чувашской Республики. Являлась административным центром Ефремкасинского сельского поселения до его упразднения в 2022 году.

## География
Ефремкасы расположено в 6 км юго-восточнее районного центра. Рядом проходит автомобильная трасса Аликово — Калинино.

### Климат
Климат умеренно континентальный с продолжительной холодной зимой и тёплым летом. Средняя температура января −12,9 °C, июля 18,3 °C, абсолютный минимум достигал −44 °C, абсолютный максимум 37 °C. За год в среднем выпадает до 552 мм осадков.

## Население
| 2010 | 2012 |
| ---- | ---- |
| 227  | ↗279 |

Большинство чуваши.

## Инфраструктура
В деревне работает врач семейной практики. Функционирует дворец культуры.
Село в основном газифицировано.

### Школа
Школа открыта в 1971 году. Двухэтажное здание было профинансировано колхозом «Правда». Строительство было начато в 1967 году.
В 1995 году в здании школы начал работать детский сад «Шевле». Также здесь расположилась художественная школа.
В 2003 году школу подключили газовому отоплению.
В 2008 году школа закрывается, обучение детей теперь проводится в Аликовской средней школе.

## Люди, связанные с Ефремкасами
- Наум Урхи — советский чувашский переводчик, исследователь чувашского языка.